# Borkou (département)
Pour l’article homonyme, voir Borkou.
Le Borkou est un des 2 départements composant la région du Borkou au Tchad. Il a été créé par l'ordonnance n° 002/PR/08 du 19 février 2008. Son chef-lieu est Faya-Largeau.

## Subdivisions
Le département du Borkou est divisé en 2 sous-préfectures :
- Faya-Largeau
- Kouba Olanga

## Administration
Liste des administrateurs :
Préfets du Borkou (depuis 2008)
- 9 octobre 2008 : Youssouf Mahamat Bahar[2]